# Ysper
Die Ysper [ˈɪspɐ], manchmal auch Isper geschrieben, ist ein Fluss im niederösterreichischen Waldviertel. Sie ist ein orografisch linker Nebenfluss der Donau und entsteht durch die Vereinigung von Kleiner und Großer Ysper in der Gemeinde Nöchling, wobei mit „Große Ysper“ auch der ganze Fluss gemeint sein kann.

## Name
Der Fluss wurde im Jahr 998 erstmals als Ispera urkundlich genannt. Die Deutung des Namens ist unsicher. Die Endung -bera/-bero ist im Keltischen häufiger vorzufinden (beispielsweise urkeltisch *kom-bero- „Zusammenfluss“ oder gallisch *vobero- „Bach, feuchte Mulde“).

## (Große) Ysper
Die Große Ysper entspringt nordöstlich vom Weinsberg (1041 m) im Hummelberg genannten Teil des Weinsberger Waldes am Brand (Berg, 1030 m) in 980 m Höhe. In südlicher Richtung durchfließt sie die Ysperklamm und die Gemeinden Yspertal, St. Oswald im Yspertal, Nöchling und Hofamt Priel. Östlich liegt der Ostrong (1060 m). Sie mündet heute in den Donau-Stausee des Kraftwerks Ybbs-Persenbeug.
Die mittlere Durchflussmenge beträgt 2,4 m³/s, kurz vor der Mündung in die Donau, westlich von Weins (Gemeinde Hofamt Priel).
Die Große Ysper hat ein Einzugsgebiet von 164,5 Quadratkilometern. Die größten Zuflüsse sind:
| Name                    | Mündungsseite | Mündungsort | Einzugsgebiet in km² |
| ----------------------- | ------------- | ----------- | -------------------- |
| Bärenwandbach           | links         | Ödteich     | 02,7                 |
| Riesbach                | rechts        |             | 02,8                 |
| Saubachl                | rechts        | Pisching    | 05,5                 |
| Klafterbach             | links         | Gutenbach   | 11,1                 |
| Schiengraben            | links         |             | 01,3                 |
| Bach von Prägarten      | rechts        | Prägarten   | 02,8                 |
| Puschacher Bach         | rechts        | Hofedl      | 01,8                 |
| Bach von Hofedl         | links         | Hofedl      | 02,3                 |
| Bach von Schöberlberg   | rechts        | Rorregg     | 02,6                 |
| Bach von Walkersberg    | links         | Yspertal    | 01,9                 |
| Grubbach                | rechts        | Yspertal    | 01,2                 |
| Bach vom Kaiserstein    | links         | Yspertal    | 03,7                 |
| Bach von Klampfenleiten | links         |             | 01,3                 |
| Bach von Pannleithen    | rechts        |             | 01,3                 |
| Haslauer Bach           | links         |             | 05,4                 |
| Lembach                 | rechts        | Lembach     | 01,8                 |
| Wimmerbach              | links         |             | 03,7                 |
| Purgstallbach           | rechts        |             | 02,8                 |
| Kleine Ysper            | rechts        |             | 68,1                 |

## Kleine Ysper
Die Kleine Ysper entspringt nördlich von Dorfstetten. In südliche Richtung fließend markiert sie zwischen Waldhausen im Strudengau und St. Oswald die Landesgrenze zwischen Oberösterreich und Niederösterreich, bevor sie in der Gemeinde Nöchling in die Große Ysper mündet.
Ihre Zuflüsse sind:
| Name                       | Mündungsseite | Mündungsort | Einzugsgebiet in km² |
| -------------------------- | ------------- | ----------- | -------------------- |
| Angerbach                  | Quellbach     | Natterbichl | 03,7                 |
| Wurzebenbach               | links         |             | 05,8                 |
| Brandbach (Königswaldbach) | links         |             | 02,3                 |
| Forstbach                  | links         |             | 03,6                 |
| Fürbach (Fürlingbach)      | links         | Dendlreith  | 03,4                 |
| Führernbach                | links         |             | 04,7                 |
| Urlbach                    | links         |             | 01,6                 |
| Losenegger Bach            | links         | Amaishaufen | 10,5                 |
| Gullingbach                | rechts        |             | 01,4                 |
| Artnerbach                 | links         | Gleisen     | 03,0                 |

## Yspertal
Das Yspertal wurde einst von der Urdonau durchflossen, weshalb der Abschnitt ins Weitental über Laimbach und Pöggstall auch von der Ur-Donau geschaffen wurde.

## Verschiedenes
- In Wien-Floridsdorf wurde 1953 die Ispergasse nach dem Fluss benannt.